# Chronicle (filme)
Chronicle (Brasil: Poder sem Limites / Portugal: Crónica) é um filme britânico-estadunidense de ficção científica lançado no ano de 2012 pela 20th Century Fox, com direção de Josh Trank e roteiro de Max Landis, baseado em uma história criada por Trank e pelo próprio Landis. O longa traz no elenco principal os atores Dane DeHaan, Alex Russell e Michael B. Jordan.
A história do filme fala de um jovem chamado Andrew (DeHaan), seu primo Matt (Russell) e seu colega de escola Steve (Jordan), que juntos adquirem uma habilidade paranormal conhecida como telecinese após entrarem em contato com um objeto desconhecido. O trio passa a utilizar suas novas habilidades para obter ganhos pessoais, até que Andrew decide usar seu poder para fins obscuros. O filme é visualmente apresentado a partir da perspectiva de vários dispositivos de gravação de vídeo, principalmente a partir de uma filmadora de mão usada por Andrew para documentar os acontecimentos em sua vida.
O filme foi lançado no dia 1 de Fevereiro de 2012 no Reino Unido, no dia 2 em Portugal, no dia 3 nos Estados Unidos e no dia 2 de Março no Brasil. Chronicle recebeu, em sua grande maioria, comentários positivos dos críticos.

## Resumo
Andrew Detmer (Dane DeHaan) é um jovem impopular na escola e que enfrenta vários problemas em sua vida familiar, como o câncer de sua mãe, Karen (Bo Petersen) e o alcoolismo de seu pai violento, Richard (Michael Kelly). Por isso, ele decide documentar os acontecimentos de sua vida usando uma filmadora de mão. Depois de ir a uma rave com seu primo Matt (Alex Russell) no intuito de se tornar mais popular e acaba sendo expulso do local, Andrew conhece Steve (Michael B. Jordan), que convida ele e Matt para fazerem filmagens de um estranho buraco que surgiu em uma floresta próxima ao local. Ao chegarem lá, o trio decide entrar no buraco, e acabam encontrando um grande objeto de cor azul, brilhante e cristalino. Ao tentar filmar aquilo, Andrew e seus amigos veem o objeto mudar de cor, ficando vermelho, e começam a sofrer uma hemorragia no nariz e a sentir fortes dores. De repente, a imagem da câmera é cortada.
Andrew, Matt e Steve reaparecem semanas depois, quando Andrew adquire uma nova câmera. Então, o trio começa a filmar e mostrar a estranha habilidade que adquiriram depois do que ocorreu no buraco. Todos eles adquiriram uma habilidade paranormal conhecida como telecinese, e agora possuem a capacidade de mover objetos e pessoas com a força do pensamento, tendo como consequência apenas pequenas hemorragias nasais, causadas pelo esforço excessivo.
Logo depois, eles decidem retornar a floresta para entrar no buraco novamente, mas descobrem que o local foi fechado pelo xerife como uma medida de segurança devido o local estar afundando. Com o tempo, eles começam a perceber que os poderes se desenvolvem através do esforço contínuo, o que Matt compara ao uso dos músculos do corpo. Enquanto descobrem suas novas habilidades, eles começam a se tornar mais próximos um do outro, e acabam se unindo para usar seus poderes para pregar peças nas pessoas. Com o passar do tempo, uma das brincadeiras ultrapassa os limites, causando um sério acidente, e por isso eles decidem não mais usar os poderes contra qualquer criatura viva. Mais tarde, melhor treinados, conseguem erguer os seus próprios corpos e portanto descobrem uma nova habilidade: a de voar.
Logo depois, Andrew é convencido por Steve a participar do show de talentos da escola, e acaba impressionando a todos com seu "truque de mágica", que nada mais é do que ele utilizando seus poderes. Isso torna Andrew mais popular, e por isso, Matt e Steve decidem realizar uma festa na qual Andrew é o centro das atenções. Durante a festa, ele começa a beber com Mônica (Anna Wood), e acaba exagerando na bebida, e quando eles estão prestes a ter uma relação sexual, Andrew vomita em cima de Monica, o que faz com que ela desista de tudo e ele se sinta humilhado. Com o aumento do seu poder, e com os problemas da sua vida, acaba tornando Andrew esquisito. Irritado com o pai bêbado e violento, num ataque de fúria do pai, faz com que ele acabe atacando o próprio pai. Durante essa briga, ele começa a passar mal, assim como Steve e Matt.
Em seguida, Steve vai ao encontro de Andrew, que está voando em meio a uma tempestade. Durante uma discussão entre os dois, Steve é atingido por um raio e acaba morrendo. No funeral dele, Matt questiona Andrew sobre as estranhas circunstâncias da morte, mas ele nega saber de alguma coisa, e logo depois vai ao túmulo do amigo e chora, pedindo perdão. Depois disso, ele e Matt se distanciam cada vez mais.
Quando o estado de saúde de sua mãe piora, Andrew decide roubar para comprar os remédios caros. Ao tentar assaltar um posto de gasolina, ocasiona uma explosão acidental e acaba indo parar no hospital com sérias queimaduras e sob investigação policial. O pai de Andrew vai visitá-lo e conta irritado que a mãe dele morreu, e acaba acusando-o pela morte da sua esposa. Quando seu pai, Richard, está prestes a atacar Andrew, ele acorda e explode-se a parede do quarto do hospital. Matt, que estava em uma festa, sofre uma hemorragia e percebe que Andrew está em perigo. Ao ver uma reportagem sobre a explosão na TV decide ir ao hospital.
Ao chegar lá, ele encontra Andrew enfurecido e causando vários estragos com seus poderes, e por isso decide enfrentá-lo, mas Andrew se mostra irredutível mesmo com toda a força policial atras dele. Andrew começa a destruir os prédios da cidade, ameaçando a vida de várias pessoas. Sem poder chegar perto do primo, Matt move uma lança de uma estátua próxima a Andrew e acaba matando-o. Ao ser cercado pela polícia, prefere fugir rapidamente.
Em seguida, aparece Matt no Tibet, local para o qual eles tinham planejado viajar após a formatura, e lá, grava um vídeo direcionado a Andrew no qual diz que irá usar seus poderes para o bem e tentará descobrir o que aconteceu com eles naquele buraco. Matt direciona a filmadora para um mosteiro e fala "Você fez isso". Em seguida, ele vai embora voando enquanto a câmera continua a filmar a bela paisagem.

## Elenco
- Alex Russell como Matt Garetty
- Dane DeHaan como Andrew Detmer
- Michael B. Jordan como Steve Montgomery
- Michael Kelly como Richard Detmer
- Ashley Hinshaw como Casey Letter
- Anna Wood como Monica
- Bo Petersen como Karen Detmer

## Produção
O longa foi co-criado pelo criador de Fear Itself, Max Landis, e o criador de The Kill Point, Josh Trank, que também o dirigiu. O filme foi gravado no Cabo, com a "Film Afrika Worldwide", assim como em Vancouver, no Canadá. Ele foi filmado durante dezoito semanas, entre Maio e Agosto de 2011.